# HD205950
HD205950 — хімічно пекулярна зоря спектрального класу A0, що має видиму зоряну величину в смузі V приблизно  7,5.
Вона  розташована на відстані близько 1144,4 світлових років від Сонця.

## Пекулярний хімічний склад
Зоряна атмосфера HD205950 має підвищений вміст 
Si
.